# لی هشین
لی هشین (انگلیسی: Li Hexin؛ زادهٔ ۱۶ سپتامبر ۱۹۸۵) بازیکن هندبال اهل چین است. وی در بازی‌های المپیک تابستانی ۲۰۰۸ شرکت کرده‌است.